# Krzysztof Sobczak (biolog)
Krzysztof Sobczak – polski biolog, profesor nauk ścisłych i przyrodniczych, pracownik naukowy i dyrektor Instytutu Biologii Molekularnej i Biotechnologii Wydziału Biologii Uniwersytetu im. Adama Mickiewicza w Poznaniu.

## Życiorys
W 1995 r. ukończył studia biologiczne na Wydziale Biologii Uniwersytetu im. Adama Mickiewicza w Poznaniu. W 2001 r. związał się z Instytutem Chemii Bioorganicznej PAN w Poznaniu, gdzie w 2005 r. obronił pracę doktorską pt. Analiza struktury regionów regulatorowych mRNA genu BRCA1, wykonaną w  pod kierunkiem prof. Włodzimierza Krzyżosiaka. W ICHB PAN uzyskał stanowisko adiunkta i w 2010 r. habilitował się na podstawie pracy zatytułowanej Analiza strukturalna trójnukleotydowych sekwencji powtarzających się w kontekście ich fizjologicznej funkcji oraz patogenezy i terapii chorób, po czym przeniósł się na UAM. W 2019 r. uzyskał tytuł profesora nauk ścisłych i przyrodniczych. 
Jest zatrudniony na stanowisku profesora w Instytucie Biologii Molekularnej i Biotechnologii na Wydziale Biologii Uniwersytetu im. Adama Mickiewicza w Poznaniu, w którym pełni też funkcję dyrektora. Jest członkiem Rady Dyscypliny Naukowej – Nauk Biologicznych UAM. 
Jest członkiem Komitetu Biologii Molekularnej Komórki PAN oraz Komisji Biotechnologii  Oddziału PAN w Poznaniu.